# Juan de Echevarría
Juan de Echevarría Zuricalday (em basco:  Juan Etxebarria Zurikaldai) (Bilbau, 14 de abril de 1875 - Madrid, 8 de junho de 1931) foi um pintor espanhol. É geralmente associado ao movimento fauvista e pintou paisagens, naturezas mortas e retratos.

## Galeria

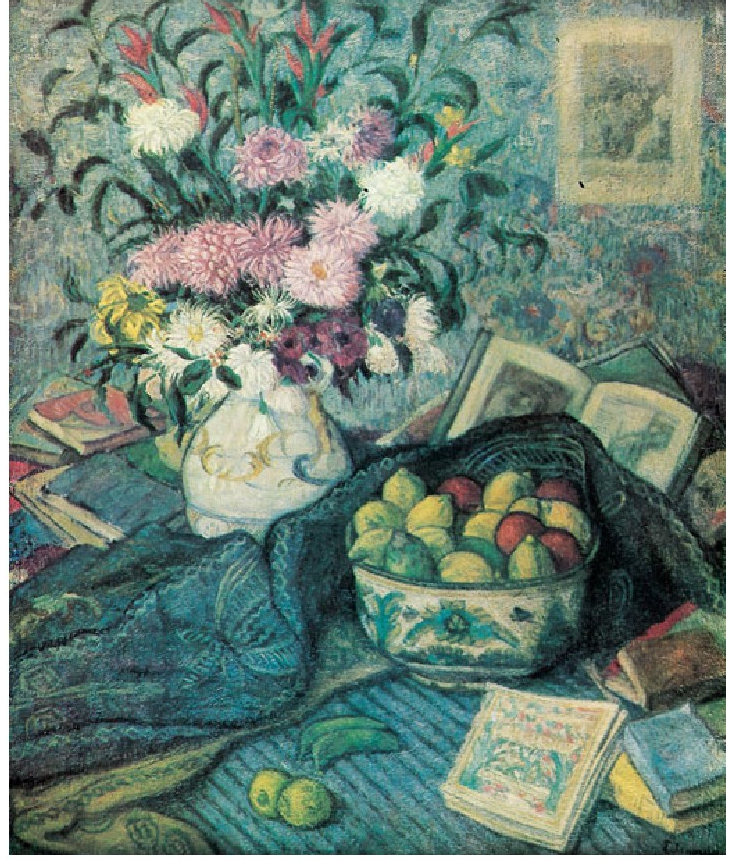
Flores com Bananas, Limões e Livros. Museu de Belas Artes de Bilbau
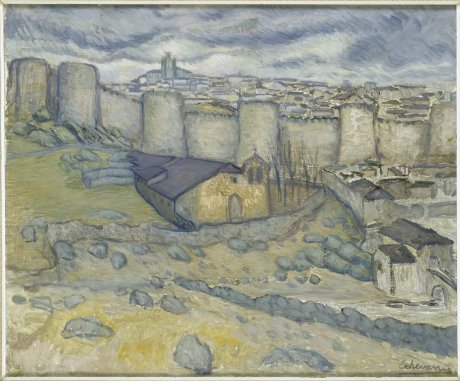
Vista de Ávila
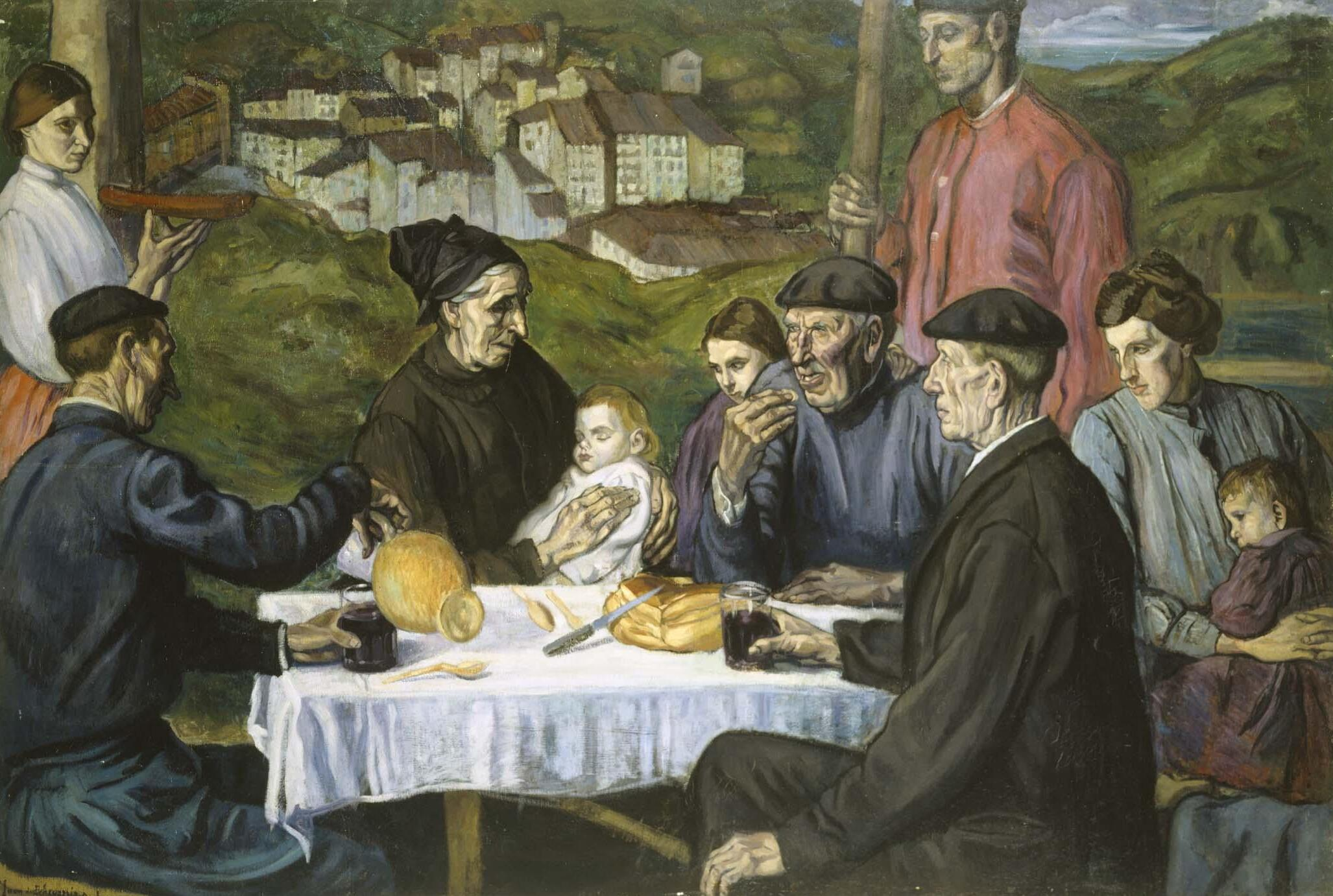
Chá da Tarde em Ondárroa
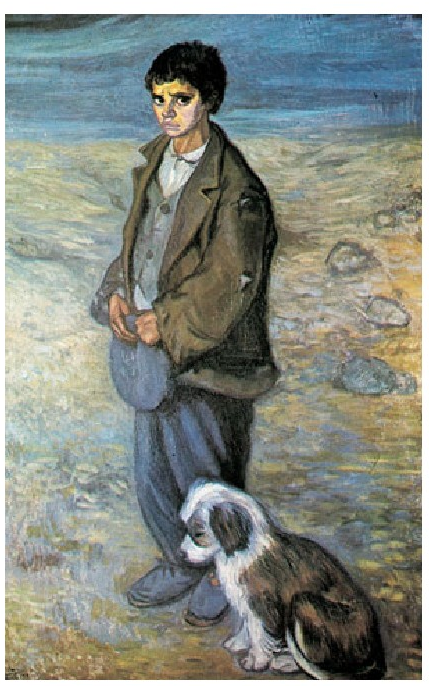
O Pária Castelhano